# Eutropius von Saintes

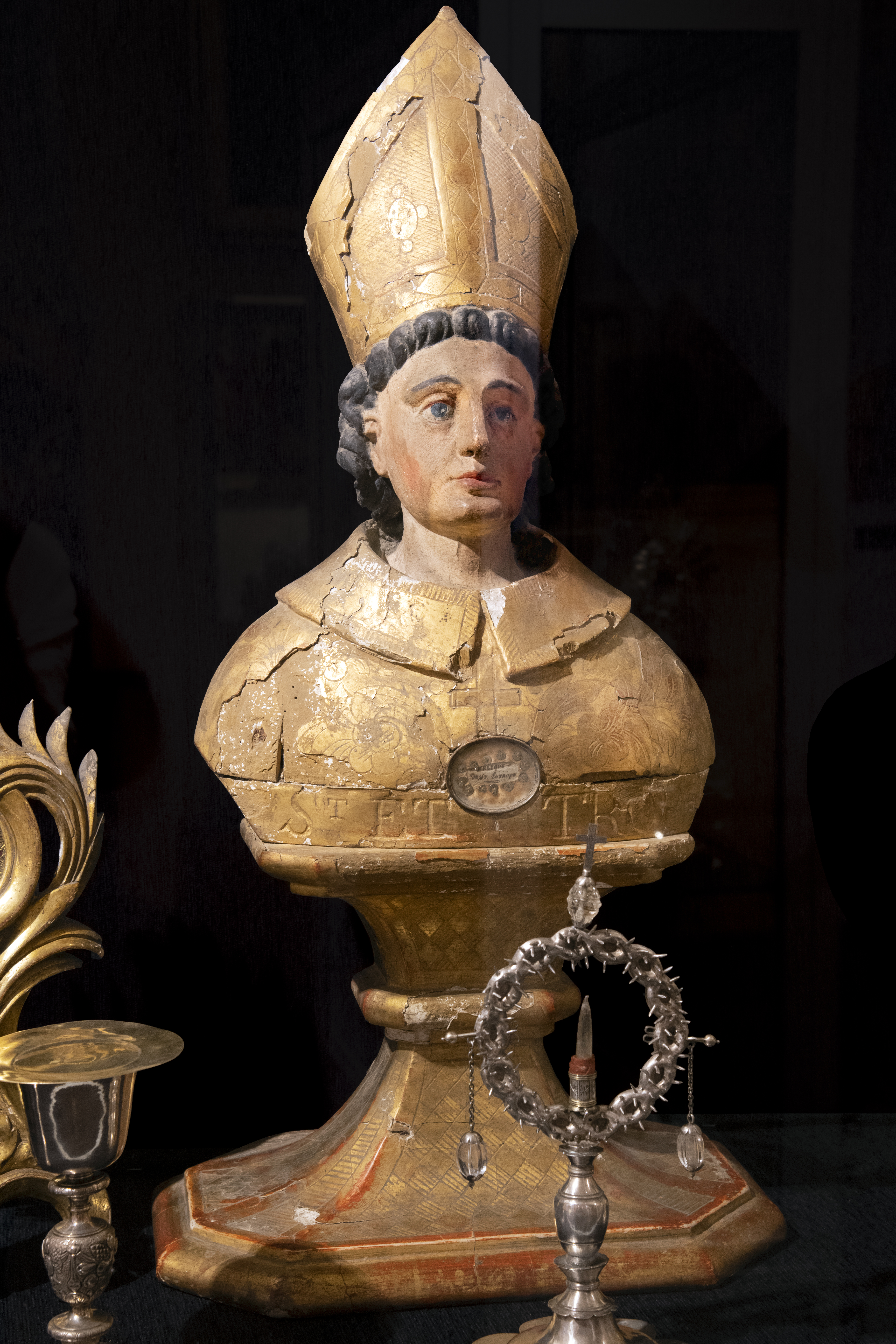
Eutropius von Saintes

Eutropius von Saintes (französisch Saint Eutrope; * unbekannt, † um 250 in Saintes) war gemäß der Überlieferung im 3. Jahrhundert Bischof der Stadt Saintes in Aquitanien.

## Biographie
Große Teile seines Lebens liegen im Dunkeln: Es gibt Legenden, nach denen er mit Maria und ihren Begleiterinnen Maria Magdalena und Martha von Bethanien nach dem Kreuzestod Christi in einem Schiff nach Südfrankreich gekommen sein soll; nach anderer Überlieferung war er Gefährte von Dionysius von Paris oder von Martial von Limoges. Gregor von Tours berichtet im 6. Jahrhundert, dass er unter Kaiser Decius (reg. 249–251) Bischof in Gallien gewesen sein soll. Er habe viele Menschen zum christlichen Glauben bekehrt, darunter auch Estella, die 13-jährige Tochter des römischen Statthalters, die anschließend beim ihm lebte. Daraufhin habe der Statthalter Söldner angeheuert, die einen Volksaufstand anzettelten und den Bischof steinigten. Ein Mann aus dem Volk hatte Mitleid und tötete Eutropius mit einem Axthieb, der seinen Schädel spaltete. Estella und andere begruben den Leichnam; sie sei daraufhin auf Befehl ihres Vaters enthauptet und neben Eutropius begraben worden.

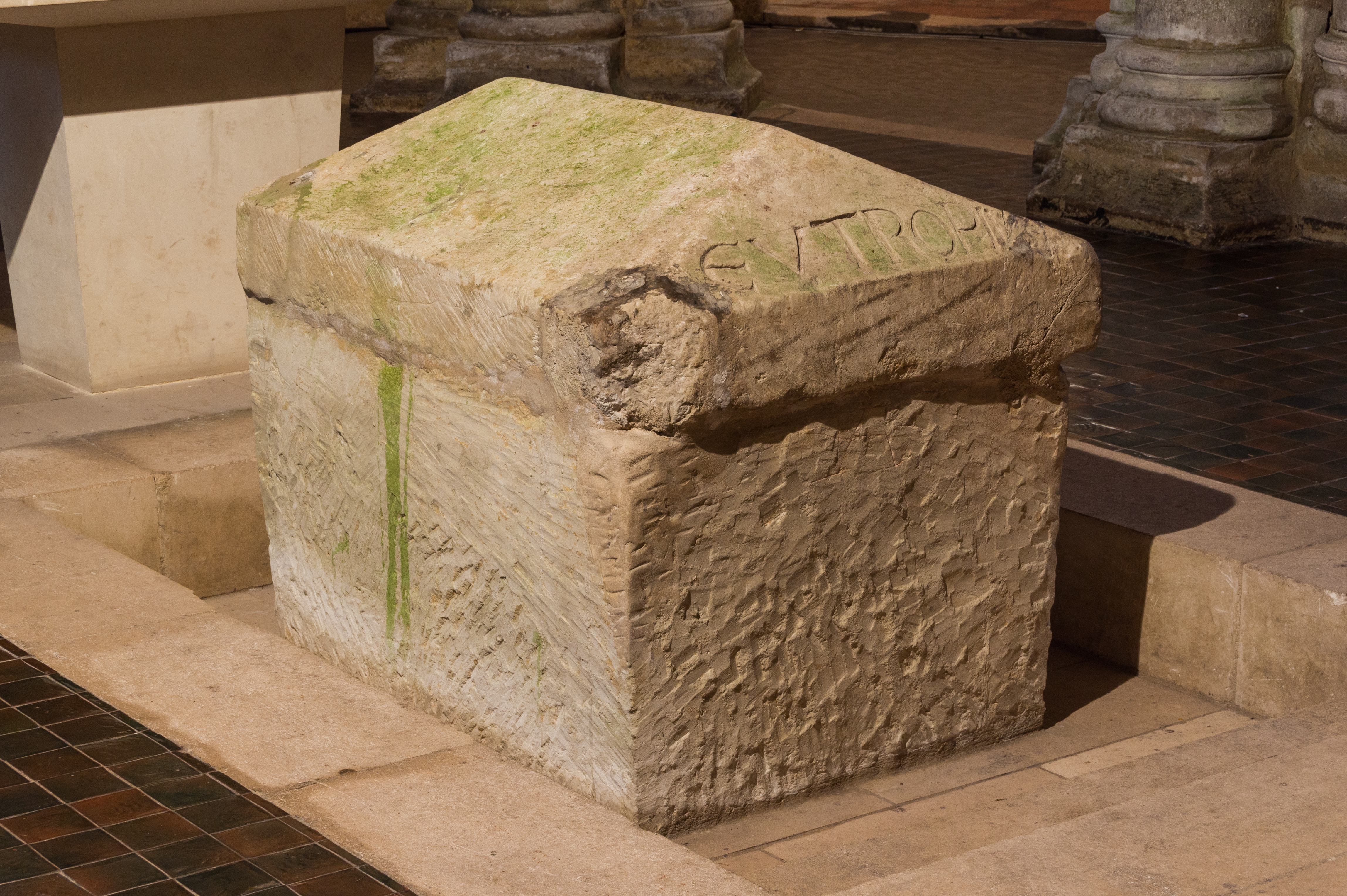
Sarkophag des hl. Eutropius

## Verehrung
Um das Jahr 590 habe Palladius von Saintes den Leichnam des Heiligen in seinem steinernen Sarkophag in die damals neue Kirche Saint-Eutrope verbracht. Im Sarkophag fand man einen gespaltenen Schädel, der in den folgenden Jahrhunderten mehrfach zwischen Bordeaux und Saintes hin und her transportiert wurde, wobei er zerbrach. In der Folge gelangten zahlreiche Reliquiensplitter des Heiligen in andere Kirchen Frankreichs, die fortan häufig seinen Namen trugen. Im Jahr 1842 wurde der Sarkophag wieder geöffnet und man fand die Gebeine von mindestens zwei Personen, die man damals als Eutropius und Estelle identifizierte. Sein Gedenktag ist der 30. April.

## Darstellung
Mittelalterliche Darstellungen des heiligen Eutropius sind nicht bekannt. Neuere Darstellungen existieren erst seit dem 17. oder 18. Jahrhundert. Er trägt einen Bischofsstab und eine Bischofsmütze; Marterwerkzeuge werden nicht gezeigt.